# USTA Challenger of Oklahoma
Lo USTA Challenger of Oklahoma è un torneo professionistico di tennis giocato sul cemento, che fa parte dell'ATP Challenger Tour. Si gioca annualmente a Tulsa negli USA dal 1999.

## Albo d'oro

### Singolare
| Anno | Campione           | Finalista       | Punteggio        |
| ---- | ------------------ | --------------- | ---------------- |
| 2011 | Bobby Reynolds (3) | Michael McClune | 6–1, 6–3         |
| 2010 | Bobby Reynolds (2) | Lester Cook     | 6–3, 6–3         |
| 2009 | Taylor Dent        | Wayne Odesnik   | 7–6(9), 7–6(4)   |
| 2008 | Kevin Kim          | Vince Spadea    | 6–3, 3–6, 6–4    |
| 2007 | Jesse Witten       | Donald Young    | 7–6(8), 7–5      |
| 2006 | Bobby Reynolds (1) | Michael Russell | 7–6(3), 6–3      |
| 2005 | Harel Levy         | Benedikt Dorsch | 5–7, 7–5, 7–6(6) |

### Doppio
| Anno | Campioni                            | Finalisti                       | Punteggio   |
| ---- | ----------------------------------- | ------------------------------- | ----------- |
| 2011 | David Martin (3) Bobby Reynolds (3) | Sam Querrey Chris Wettengel     | 6–4, 6–2    |
| 2010 | Andrew Anderson Fritz Wolmarans     | Brett Joelson Chris Klingemann  | 6–2, 6–3    |
| 2009 | David Martin (2) Rajeev Ram (3)     | Phillip Stephens Ashley Watling | 6–2, 6–2    |
| 2008 | Ashley Fisher Stephen Huss          | Rajeev Ram Bobby Reynolds       | 7–6(4), 6–3 |
| 2007 | Rajeev Ram (2) Bobby Reynolds (2)   | Alex Bogomolov Jr. Brian Wilson | 6–4, 6–2    |
| 2006 | Rajeev Ram (1) Bobby Reynolds (1)   | Scott Lipsky David Martin       | 6–4, 6–4    |
| 2005 | Scott Lipsky David Martin (1)       | Rik De Voest Harel Levy         | 6–0, 6–2    |